# Harley-Davidson
Harley Davidson, Inc. (NYSE: HOG) er en børsnoteret amerikansk virksomhed, som fortrinsvis er aktiv i to retninger: på den ene side motorcykler og motorcykeltilbehørssektoren: på den anden side i finansieringsområdet, hvor i det væsentlige forretninger og kunder bliver hjulpet.
Firmaet blev grundlagt som Harley-Davidson Motor Company i 1903 i  Milwaukee, Wisconsin, USA af William S. ”Bill” Harley  og Arthur Davidson,  senere kom William A. Davidson og Walter Davidson  til.

## Firmastruktur, mærker, forretningsområder, ledelse i dag.
Under Harley-Davidson, Inc. findes følgende datterselskaber:
- Harley-Davidson Motor Company producerer motorcyklerne Harley-Davidson med dele og udstyr og sætter beklædning og merchandising-varer på markedet;
- Buell Motorcycle Company producerer motorcyklerne Buell, med dele og udstyr, og sætter beklædning og merchandising-varer på markedet;
- 'Harley-Davidson Financial Services, Inc. står for finansieringstilbud til store og små forretninger samt alle forsikringstilbud, hovedsageligt for forretninger og kunder i forbindelse med mærkerne Harley-Davidson og Buell.

Harley-Davidson, Inc. har blandt andet rettighederne til følgende mærker:
- Harley-Davidson
- Buell

Bestyrelsesformanden for Harley-Davidson er Jeffrey L. Bleustein. Forretningsfører er James L. Ziemer. Udadtil ledes firmaet af lederen af produktudviklingsafdelingen, Willie G. Davidson sammen med Buell-chefen, Erik Buell.

## Historie
Harley og  Davidson byggede i 1904 deres første motorcykel og grundlagde i 1907 deres fælles firma. Dermed er Harley-Davidson det fjerdeældste motorcykelmærke i verden, hvor under motorcykler stadig bliver produceret – efter Husqvarna, Royal Enfield og Triumph. Disse tre mærker har dog større udsving i deres firmahistorie end Harley-Davidson. De var til dels helt forsvundet fra markedet og har i dag, til forskel fra Harley-Davidson, kun navnet tilbage.

### 1960'erne: Vejen til krisen
1960 overtog Harley-Davidson halvdelen af motorcykel-sektionen fra Aermacchi (Aeronautica-Macchi) og udvidede dermed produktionen af knallerter og motorcykler med små encylindrede totaktsmotorer og firetaktsmotorer. Teknisk var hverken de italienske eller amerikanske modeller  i disse år  på højde med tiden, hvad man også kunne læse i fagbladene efter talrige test. Salgstallene dalede. For overhovedet at kunne overleve blev Harley-Davidson forvandlet til et aktieselskab, hvorved firmaet for en tid generede kapital for at kunne bestå. Aktiemajoriteten forblev i familien Davidson.
I 1966 var de fleste af børsmidlerne dog opbrugt, alt imens de italienske produktionsanlæg stadig kun producerede tab. Desuden kunne den forældede to-takter ikke kæmpe mod de etablerede europæiske og japanske konkurrenter. 1968 var det dårligste år med kun  26.000 solgte motorcykler.

### AMF-katastrofen
Redning i nøden kom i form af  American Machine and Foundry Companys overtagelse i januar 1969. Efter denne forblev William H. Davidson foreløbigt indtil september 1973 forretningsførende præsident. Han fulgtes indtil 1981 af fem chefer, som pga. deres manglende brancheviden og trods store investeringer ikke formåede at få Harley-Davidson til at give overskud.
Derfor solgte man de italienske fabrikker i 1978 til Cagiva. Dette skete faktisk kun på grund af imagepleje, for siden 1970'erne var chopper-byggeformen blevet til en overskudsgivende moderetning inden for motorcykelbygningen. Selvom de japanske konkurrenter tog choppere ind i programmet,  var Harley-Davidson  for mange forbundet med den oprindelige chopper. Små modeller med totaktsmotorer passede ikke ind i billedet. At Harley-Davidson indtil 1978 også bød på 50-cm³-Mokicks og knallerter, bliver i dag ikke gerne diskuteret blandt fans af mærket og Harley-Davidson.
Medarbejderne blev på grund af tvivlsomme beslutninger af den af AMF indsatte ledelse, specielt  i forhold til modelpolitikken, mere og mere utilfredse. Som følge deraf faldt produktkvaliteten; de første strejker brød ud, efterfulgt af deciderede arbejdsnedlæggelser. AMF truede som svar med lukning af firmaet.

### 1980'erne: Så vendte det
I stedet kom det i 1981 til et Management-Buy-Out af en tretten-mands gruppe af gamle chefer og ledende medarbejdere, centreret omkring Vaughn Beals, Willie G. Davidson og Charles Thompson. Det lykkedes dem med hjælp af et lån fra Citigroup på 80 millioner dollars at overtage Harley-Davidson Motor Company.
På dette tidspunkt havde et tidligere blomstrende firma midt i et boomende motorcykelmarked udviklet sig til en saneringsmoden virksomhed. Høje produktionsomkostninger, en gammel og ikke markedsegnet produktpalette og massive kvalitetsmangler havde ført til  stor imageskade. Oven i dette havde de japanske motorcykelfabrikker en kraftigt vækst og kom med det ene rekordoverskud efter det andet – de havde forstået at ændre motorcyklen fra et dengang billigt transportmiddel for den lille mand til et trendy livstilsprodukt.
Saneringen skete ikke  fra den ene dag til den anden. Hele ledelsen skulle udskiftes og 43 procent af arbejdspladserne blev skåret væk til kun 2000 medarbejdere. Flere produktionsmetoder blev overvejet og en stram kvalitetskontrol blev indført. 
Den vigtigste saneringsopgave bestod i udvikling af nye, tidsmæssige produkter, forbundet med en omstilling i marketingsafdelingen. På grund af tidsforbruget for udviklingen af nye motorer og modeller afløste ”Evolution”-motoren (kort: ”Evo”) først i 1984 den gamle Shovelhead-konstruktion med de såkaldte gråstøbnings–cylindre. Selvom disse maskiner  hvad angår kvalitet,  levetid og pålidelighed havde gjort et klart fremskridt, forblev de konceptuelt på et førkrigsniveau. Takket være et succesfuldt marketingskoncept ødelagde dette dog ikke salgssuccesen. I stedet for at konkurrere videre med japanerne på det teknologiske område, satte de nye reklamestrategier karakteren og oplevelsesværdierne af produkterne i forgrunden: ”Vi sælger en livsstil – motorcyklen får du gratis med i købet”. Dermed blev Harley Davidson endelig til et kultmærke og positionerede deres produkter (prismæssigt i den dyre ende af skalaen.
Harley-Davidson var i 2018 et verdenskendt livsstilsmærke og havde samlefabrikker i Kansas (USA), samt Brasilien og Indien. Yderligere var en fabrik i Thailand planlagt til at åbne i løbet af 2018. Den Internationale forretning var blevet vigtigere end det amerikanske hjemmemarked, hvor salget var vigende. I forbindelse med president Donald Trumps varslede handelskrig, og deraf følgende højere told på 31% for produkter importeret til EU, truede Harley-Davidson med at flytte al eksportproduktion væk fra Kansas-fabrikken, tidligere var der allerede planer om at flytte produktionen til Thailand.

## Motorudviklingen
Harley-Davidson har i løbet af firmahistorien haft flere motorgenerationer, hvor tekniske udviklinger spillede ind. Andre byggeforme blev og bliver også produceret, herunder den tocylindrede V-motor med 45 grader cylindervinkel og gaffelplejlstangssamling, der i dag stadig står som en klassisk Harley-Davidson-motor. Denne byggemåde muliggør en pladssparende konstruktion, men giver dog samtidig en uregelmæssig tænding: cylinderne tænder hvert for sig i 315 henholdsvis 405 grader, hvilket giver Harley-Davidson-V-Twin'en sin karakteristiske lyd, som ofte siges at lyde som „Potato-Potato“.

### Encylindermotoren – Starten
Produktionen begyndte med en cykellignende rammemonteret encylindermotor, som via et bælte direkte drev baghjulet. Den havde hverken kobling eller gear. Tændingen fik strøm af et batteri. Efter 1909 blev magnettændingen indført. Konstruktørerne lagde stor vægt på stabiliteten og kvaliteten, og den fik da også et rygte som en driftsikker hverdagsmaskine. 
I 1906 kom produktionen, som på grund af deres grå farve og gode lyddæmpning blev kaldt "Silent Gray Fellow", med 350 cm³ op på  50 stykker om året..

### F-Head og Flathead – De første V2-motorer
I 1909 blev den første tocylindrede motor konstrueret, 5D-modellen. Fordi man ville pakke tocylinderen ind i den samme ramme, som før blev brugt til encylinderen, var en kompakt konstruktion nødvendig. Derfor designede man V-motoren som en „Inline-V“ i en smal cylindervinkel på 45 grader, et grundlæggende design, som Harley-Davidson har valgt at bruge til alle efterfølgende luftkølede V2-motorer indtil i dag. Motorhuset og krumtaplejerne blev forstærket , men motoren havde dog stadig automatiske indsugningsventiler. Disse fungerede dog med undertryksforholdene i V2-motoren ikke længere så sikkert. 810 cm³-motoren startede dårligt og gik ikke rent. Efter at have lavet 27 motorcykler blev 5D-modellen taget ud af produktion, fordi man opgav at løse problemerne. 
7D-modellen, som kom på markedet i 1911 havde også 810 cm³, men havde dog tvangsstyrede indsugningsventiler. Derudover havde 7D-modellen en forstærket ramme og en forbedret bæltespænder.
Innovationen blev i 1912 efterfulgt med en forhøjelse af kubiktallet til 1044 samt installation af en kobling og en i rammen integreret saddelaffjedring. Et år senere kom for første gang et transmissionssystem og en kæde til baghjulet i produktion, endnu et år senere en kickstarter, og til slut i 1915 med en forringelse af kubikvolumen til 988 cm³ og en udveksling med tre gear.  
I 1929 præsenterede Harley-Davidson en ny version af motoren, som blev kendt under navnet "Flathead". Denne model producerede Harley-Davidson med kubiktal på 742, 1.200 og 1.340 cm³ i forskellige variationer indtil 1973 som alternativ til kunder, som ikke kunne finde sig til rette med det dengang komplicerede og ikke helt fejlfrie koncept med overliggende ventiler.

### Knucklehead-Motoren
I 1936 blev Flatheaden grundigt opdateret og fik bl.a. hængende ventiler, dog i starten blev det ved forsøgene, da det amerikanske forsvar efter at USA var gået ind i den anden verdenskrig efterspurgte et stort antal motorcykler. Disse  ville man ikke levere ud med en motor som stadig befandt sig på eksperimentalstadiet; i stedet for fik krigsmodellen „WLA“ den svagere, men godt kørende og tillidsvækkende 742 cm³-SV-Motor med stående ventiler.
Den nye motorserie (OHV) blev parallelt til sideventilerne bygget indtil 1948. Denne motor er på grund af den  af vippearmsystem-lejernes karakteristiske kontur på cylinderhovedet kendt som "Knucklehead". Motorcyklerne med disse motorer er blandt de mest efterspurgte veteranmodeller af Harley-Davidson.

### Panhead-Motoren
I 1948 gennemgik Knucklehead-Motoren en langsigtet revision. På cylinderhovederne fandt man fra nu af forchromede, glatte låg, som gav denne motorgeneration navnet "Panhead". Efter 1952 kunne man vælge mellem det moderne håndgearskift og fodskift. Allerede efter byggestarten i 1948 sørgede den servicefri hydraulisk stødstang for en automatisk ventiludbalancering. De hydrauliske elementerne blev i 1953 flyttet fra cylinderhovederne til den underste aktivering af stødstængerne på kamakslerne

### Sportster-Motoren
I 1957 udviklede man en ny, moderne og mindre motor med sportslig karakter:"Sportster"-Motoren, igen med en 45°-OHV-V2, dog med fire underliggende, over tandhjul drevne kamakseler. Den første version havde 900 cm³ (præcis 883 cm³³) og havde såkaldte gråstøbnings-cylinder og –hoveder, hvorfor man også kaldte denne generation "Ironhead".
Til forskel fra Big Twin er her krumtapsmekanismen og gearvekslet bygget sammen i et hus. Sekunderdrevet (engl: transmission) lå på den højre side. 
Den nye motor tjente som impuls til den nyintroducerede Sporster byggeserie, som efter de daværende forhold i den grad var meget sportslig – ikke mindst på grund af den tydelige vægtsreduktion. Fra da af dominerede Sportster frem for alt i den amerikanske banesport (Flattrack, Dirt track). På den baggrund kann man også se konstruktionen af ventildrev (engl.:valve train) med fire kamaksler, som gør det muligt, at variere kamaksel-timingen og specielt at lave en forandring af  kamaksel-timingen (engl.: valve timing) af hver enkel ventil uden at forandre den ved siden af liggende ventil. Sportsteren var i sin tid den første „Supermc“. Det var den første Harley, hvor hver kubikinch kubikkapacitet havde en hestekraft. Det var den gang en enorm power.

### Encylinder-totaktsmotoren
Produktionen af motorcykler med encylinder-totaktsmotore begyndte i 1948 med Model 125. Denne lille motorcykel havde en kubikkapacitet på 125 cm³ og var en kopie af DKW RT 125. Videreudviklet og med en større motor blev disse maskiner bygget frem til år 1966.
Med overtagelsen af motorcykelsparten af Aermacchi udvidede Harley-Davidson fra 1960 produktionen af motorcykler med små firetaktsmotore. Teknisk set hverken die italienske eller de amerikanske modeller i disse år på højde med de tekniske udviklinger, hvad man også kan se i alle de forskellige tests i fagpressen. Salgstallene dalede.

### Shovelhead-motoren
1965 var fødselsåret af "Shovelhead"-motoren, hvis navn gik tilbage på formen af cylinderdækslet: Denne gang kunne fantasifulde betragter få det til at se ud som undersiden af en typisk amerikansk kulskovl. I denne motors byggetid skelner man mellem den så kaldte "Early Shovel" (Generator Shovel), som man kender på timeren på kamakselhuset og på den fra ´69/´70 udleverede "Late Shovel" (Alternator Shovel).
I 1970'erne bestod en favoriserede tuning-ide i, at få de existerende Pan-motorer med de effiktiver Shovel-cylinderhoveder op på den tekniske stand som en original Early Shovel ("Pan-Shovel").
Den såkaldte Generator Shovel bragte Harley-Davidson som et mellemskridt mellem Panhead´en og Alternator Shovel`en ind på markedet for at få alle de talrige lagerførte Panhead krumtaphus (engl.: crankcase) brugt op før den nye kom på markedet.
I 1958 førte Harley-Davidson for første gang et chassis ind, som ikke kun var affjedret foran, men også på baghjulet (Duo-Glide). Man var derved teknisk set først efter 18 år så langt som Indien, som allerede efter 1940 havde en baghjulsaffjedring som standard. Efter år 1965 kunne Harley-kører også med den første Electra-Glide nyde en komfortabel elektrisk starter.

### Evolution-Motoren
I 1984 viste Harley-Davidson for første gang med "Evolution"-Motoren (kort: "Evo") en fuldstændigt af letmetal fremstillet motor, som allerede var udviklet i samarbejde med Porche i Weissnach. Evolution-motoren var dermed efter længere tid den første materialemæssige tidsrette motorkonstruktion fra Harley-Davidson. Konceptionelt beholdte den luftafkølede tocylinder-V-motor med 1.334 cm³ en gaffelplejlstangssamling (engl.: connection rod) og den var også ellers med 2 ventiler per cylinder, en underliggende kamaksel og med et separat tilslutningsflange (engl.: flange connected) drev, konservativ konstrueret. I hvert tilfælde var og er i motorcykelsektoren den servicefrie automatiske ventilspillerumsreguliering (engl.: valve-clearance compensation) over hydrolifteren, som man allerede havde det ved Late Shovelen, stadig ubrugelig. I stedet for et kædedrev fik de nye motorcykler beltdrive. 
I 1986 profitterde også  Sportster-motoren af de tidsmæssige materiale og fik også uden de andre modellplege foranstaltninger cylinderhoveder af letmetal. "Evolution Sportster" blev lavet med en enkelt kaburator og kunne fås som 883 cm³ og 1.100 cm³; den stærste variant blev senere lavet som 1.200 cm³.
Først med 2007 modellerne substituerede en elektronisk benzinindsprøjtning den til dato brugte Tillotson-Membran-kaburator. Alle modellerne i  Sportster-familien som også Buell-modellerne, dog ikke den tidligere Buell RW 750, baserede herefter på denne motor, som også en smule senere fik et beltdrive. 
I henhold til den tydelig radikalere konkurrence fra Fjernøsten, England og Italien gælder Sportster-modellerne i dag ikke længere som sportsmotorcykler, selvom de stadig har 100 kg vægtsfordel med den næsten samme motorydelse og byder på tydelig bedre kørselsdynamik end Big Twins. Nu positionerer man dem mere som ”førstegangs Harley´er” man har råd til.

### Twin-Cam-88-motoren
I 1999 blev Evo-motoren fra „Big Twins“ afløst af den nye motorgeneration "Twin Cam 88". Dette var blevet nødvendigt, da flere og flere emmisions- og støjgrænser blev indført og de deraf følgende modifikationer reducerede effektiviteten af motorerne. Sene Evo-Harleys havde kun 50 HK fra fabrikken, et manko især på grund af den gennemsnitlige vægt på over 300 kg i køreklar tilstand.
Twin Cam´en 88 er også en luftafkølet  45°-V2, dog med to underliggende knastaksler, med 1.449 cm³ cylinder kapacitet (Boring: 95,3 mm, slaglængde: 101,6 mm) og en elektronisk styret sekventiel benzinindsprøjtning (ESPFI). Den første del af motorbetegnelsen går tilbage til udlægningen af knastakslerne, mens tallet 88 kommer fra man i USA angiver slagvolumen i kubiktommer (”cubic inch”, cui). Ligesom ved Sportster-motoren er gearkassen på Twin Cam 88 en samlet enhed med krumtaphuset, dog er den flanget på i stedet for at være fuldt integreret.
Harley-Davidson førte først Twin Cam´en 88 ind i byggeserierne Dyna og Touring, mens Softail-familien først blev stillet om fra år 2000. I Dyna- og Touring- modellerne er motoren over „silent“-blokke vibrationsafkoplet skruet ind i rammen.
Softail-serie modellerne har derimod, ved dem der har motoren skruet direkte på rammen, blevet leveret du med en videreudviklet variant kaldet Twin Cam 88B. De kendes ud fra de to udbalanceringsaksler til vibrationsminimeringen. „B´et“ står for det engelske udtryk balancer.

### Revolution-Motoren
I 2002 kom Harley-Davidson med den nye "Revolution"-motor VRSC-modelserien. Baseret på en egenudvikling, den gang en udtænkt til banesport, blev VRSC-motoren udviklet til serieproduktion af Porsche.
Her handler det også om en V2, dog skiller den sig ud fra det „klassiske“ Harley-koncept med vandkøling og en cylindervinkel på 60 grader. Motoren med med 1.130 cm³ har en DOHC-ventildrev, fire ventiler per cylinder og en elektronisk sekventiel indsprøjtning og faldstrømsspjældhuse (engl.: downdraftconfiguration; D.: Fallstromanordnung). Af den grund er tanken placeret under sædet, mens den tanklignende letmetalhjelm mellem kronrøret og sædet er et skjul for luftboksen. 
Ydelsen var på den første, for Europa homologiserede, version 115 hk ved 9.000 omdrejninger/min. Og 100 Nm, senere udførelser bragte det op til 120 hk og 108 Nm.
I nogle specialmodeller bliver en på 1250 cm³ opboret "Screamin´ Eagle"-motor med strømningsoptimerede topstykker bygget ind. Denne yder 125 hk og 117 Nm.

### Twin Cam 96 Motoren
Til modelåret 2007 bragte Harley-Davidson en stærkt overarbejdet version af Twin-Cam-88 motoren, Twin Cam 96-motoren, i Dyna-, Softail- og Touring-byggeserierne på markedet. Takket være den i forhold til Twin Cam 88´eren fra 101,6 til 111,1 mm større slaglængde ved en uforandret boring på 95,3 mm har den nye motor en slagvolumen på 1584 cm³ (96 cui). Brugen af nye knastaksler lover en længere holdbarhed og en mere stille kørsel takket være nyere drivkæder og rullelejer. Også den omdrejningsafhængige variable indsugnings- og udstødningsstyring er ny. Den nye motor overholder dermed som første Big Twin de strenge Euro3 normer (emissionskrav). 
På samme tid fik alle Big Twins en sekstrin gearkasse „Cruise-Drive“, en i de underste fire gear skævt fortandet kassetedrev med overdrive, som allerede blev vist i 2006 i Dyna-byggserie-modellerne. 
Ydelsen er for den i Europa homologerede version er på 52 kw (71 hk) ved 5.300 omdrejninger/min; et maksimalt omdrejningsmoment mellem 117 nm ved 3.200 omdrejninger/min henholdsvis 122 nm ved 3.000 omdrejninger/min (Dyna/Touring).

## Modelserierne

### Aktuelle modelserier
I modelåret 2006 er modelpaletten fra Harley-Davidson opdelt i fem byggeserier: Sportster, Dyna, Softail, VRSC og Touring. En væsentlig forskel mellem byggeserierne er de respektive separate rammer; de fleste byggeserier har også deres drivkoncept til forskel. Inden for hver enkelt byggeserie adskiller de enkelte modeller sig ved forskellige tilbehørsdele som styr, hjul, for-/bagskærme, tanken og sædet og ved forskellige udstyr med ekstra displayinstrumenter, ekstra lamper og gennem de fra model til model forskellige farverpaletter.
Desuden byder Harley-Davidson under mærket ”custom Vehicle Operations“ (CVO) på nogle specialmodeller, der baserer sig på udvalgte seriemodeller og som med mellemrum bliver afløst af andre specialmodeller. De adskiller sig fra hinanden ved forskellige tilbehørsdele, ekstraudstyr, speciallakering og er som regel motortunet med større slagkraft.

### Softail-modelserien
I starten af 1980'erne blev motorcykler i Chopper-look mere og mere populære, hvilket heller ikke gik den nye firmaledelse i Harley-Davidson ubemærket forbi. I USA startede i disse tider en ny håndværksretning.
Customizere som f.eks. Arlen Ness arbejdede med den individuelle forandring af serieproducerede motorcykler. Mange gik frem for alt helst tilbage til det gamle stivstel-chassis (hardtail), da deres ufjedrede bagdel gav en speciel ren linieføring og tillod en ekstrem lav siddeposition. 
For at komme dette styling-ideal nærmere, uden dog at skulle acceptere disse ekstremt ukomfortable køreegenskaber som et uafjedret baghjul giver med i købet, konstruerede Harley-Davidson det i 1984 præsenterede Softail-chassis. Her sidder baghjulet i en trekantsvinger af stålrør; begge fjederben ligger vandret skjult under motoren og giver et minimum af  affjedringskomfort.  
Motoren er i Softail-modellen som en integreret  del af chassiet skruet direkte på rammen, mens alle byggeserier har en svingningsafkoblet gummilager. Da Evolution-motoren stadig ikke har en masseudligning, er køreoplevelsen præget af ekstreme vibrationer. 
Softail-modellerne mellem 2000 til 2006 blev udleveret med Twin Cam 88B-motoren. Motoren kender man på de to udligningsaksler til vibrationsminimering. „B´et“ står for den engelske betegnelse balancer. Takket være denne teknik mærker køreren af en Softail med en Twin Cam 88B næsten ingen vibrationer – endda mindre end på en Dyna eller Touring. 
Efter modelår 2007 kommer også her den nye Twin Cam 96B-motor med sekstrinsgearkasse i brug.

### VRSC-modellserien
I 2002 startede Harley-Davidson med den helt nye "Revolution"-motor VRSC-modelserien. Den første model bar betegnelsen V-Rod; senere kom modellerne Street Rod og Night Rod til.
Det helt specielt for VRSC-familien er, at chassiset er baseret på en hydroformet ramme af stål. Den langstrakte, flade styling af VRSC-byggeserien læner sig op af dragster-motorcyklerne.
Det der karakteriserer V-Rod´en er de fremrykkede fodhvilere, fuldstøbte hjul i aluminium – foran med dimensionerne 3,50 X 19" med dæk på 120/70-19, bagtil 5,50 x 18" med 180/55-18 dæk. Affjedringen/afdæmpningen foran sker med en klassisk 49 mm teleskopgaffel, som med en 38° styrehovedvinklen er sat fladt på. 
Til modelåret 2007 fik V-Rod´en modelbetegnelsen VRSCAW. Bagdækket voksede til hele 240 mm i bredden, skivebremserne blev suppleret med skæringer. Tanken fik endelig et langtursegnet rumindhold på 18,9 l.
De i 2005 på markedet indførte VRSCR Street Rods skiller sig tydelig ud fra deres søstermodel VRSCA/VRSCB V-Rod. Styrhovedet er stejlere, hjulafstanden lidt kortere. Hjulene er lavet som ti-eger-aluminiumsstøbefælge. Foran overtager en 43 mm Upside-Down-gaffel fra SHOWA affjedringen og afdæmpningen i stedet for den konventionelle teleskopgaffel, en ydelsesstærk 300 mm Brembo-doppeltskivebremse sørger for en for Harley utypisk perfekte bremseværdier. Agterrammen er forhøjet, fodhvilerne sidder længere bagud; styret er fladere. Sammen giver det en betydeligt sportsligere siddestilling. En anden, Straight Shot Dual, udstødning hjælper street rod´en til mere ydelse. Harley-Davidson giver VRSCR´en 40° sideskålage, hvad for deres forhold næsten må betegnes som en sensation.

### Dyna-modelserien
Det er ret nemt at se forskel på Dyna- og Softail-modellerne, da baghjulsaffjedringen ikke er skjult med en stivramme, men bliver overtaget af to klassiske fjederben.
Twin Cam-motoren i en Dyna har ingen udligningsaksler, derimod er den vibrationskoblet over silentblokke, som er skruet på rammen.
Siden 2005 har Dyna-modellerne som første Big Twin-byggeserie en skævtandet sekstrins kasettegear kaldet Cruise Drive, hvis sjette gear er udlagt som et omdrejningsreducerende overdrive. Der er her sikkert en sammenhæng med de kontinuerlige skærpelser af larmmarginal-værdierne på mange af afsætningsmarkederne, da der ofte bliver forskrevet specielle betingelser ved model-homologationerne – som for eksempel tests af kørsels-larms-emissionerne gennem måling af en strækningskørsel i ”det næsthøjste gear”. Jo flere gear en motorcykel har, desto mindre omdrejninger har den og dermed bliver målekørslen mere stille.

## Events
I 2003 fejrede Harley-Davidson og deres tilhængere 100-års jubilæum på forskellige måder.
Hvert eneste år i pinsedagene bliver der lavet et superrally. Organisatorerne er de europæiske Harley-Davidson-klubber. HD-Superrallyet  bliver hvert år gennemført i et nyt europæisk land. Størrelsen af arrangementet svinger fra værtsland til værtsland, men ligger typisk mellem 5.000 og 12.000 besøgene. På selve arrangementsområdet har kun motorcykelmærkerne Harley-Davidson, Buell og andre amerikanske mærker adgang.
I Slesvig-Holsten i den første uge af juli finder man i Plön et Harley-Davidson-arrangement. Arrangementet bliver lavet af tre nordtyske Harley-Davidson-klubber (HD-Kiel, Viking-Cycles Lübeck og HD-Breitenfelde). Mange kunstner af topklasse kommer til eventet og alt har moderate priser og er uden indgangsgebyr.
Ellers kan man nævne Hamburg Harley Days, Harley-Festivalen i Mainz, som for første gang fandt sted i 2006, og selvfølgelig som sæsonafslutning European Bike Week i Faak (Østrig).

## Harley-Davidson i medierne
Gennem filmene "The Wild One" (1954) med Marlon Brando og Easy Rider (1969) med Peter Fonda og Dennis Hopper fik mærket  – i det mindste i kundeøjemed – kultstatus – til trods for, at i "The Wild One" ingen Harley, men en Triumph er hovedmotorcyklen.